# 短期騎手免許
短期騎手免許（たんききしゅめんきょ）とは騎手免許のひとつである。騎手がみずからが所属しない競馬施行体が主催する競馬の競走に騎乗するために取得する、短期間（1か月単位）の有効期間をもつ騎手免許のこと。
この項目では、短期騎手免許とは呼ばれないが、実質的に短期騎手免許と同等となっている「該当競走限定の騎手免許」、地方競馬の期間限定騎乗についても取り上げる。

## 日本の短期騎手免許

### 概要
日本国外の競馬に所属している騎手が競走馬や招待に関係なく日本に来て騎乗する場合、JRA（日本中央競馬会）とNAR（地方競馬全国協会）は、通常の騎手免許試験とは別に臨時に試験を行い、試験に合格したものに短期騎手免許を1か月単位で1年間にそれぞれ最大3か月交付する。中央競馬では内規により同時期に5人までの騎手に発行している。
この制度は1994年にスタートし、中央競馬ではニュージーランドの女性騎手であるリサ・クロップ（その後、同じくニュージーランドの女性騎手であるリサ・マンビー（現名義：リサ・オールプレス）も2002年に本制度を利用）が、地方競馬では当時ニュージーランドで活動していた日本人の道川満彦（元益田競馬所属）が、それぞれ第1号となった。
その後はオリビエ・ペリエ（フランス）やミルコ・デムーロ（イタリア）など自国でもトップを張っている一流騎手も日本に来て騎乗するようになった。ペリエは有馬記念を3連覇、デムーロは外国人騎手として初めて日本ダービーを制覇するなど、日本でも活躍している。とくにデムーロは短期騎手免許制度の一部を変えるような活躍を見せた。ネオユニヴァースに騎乗し皐月賞・日本ダービーと牡馬の二冠を達成したデムーロは、この時点で短期騎手免許の有効期限である3か月を使い切っており、三冠目の菊花賞には騎乗できないことになっていた。しかしJRAはこの活躍を認め「1年の間に同じ馬でGI競走2勝以上を挙げ、年内に同じ馬でGIへ出走する当日に限り騎乗が可能」という、事実上デムーロによる三冠挑戦のための制度を新たに設けた。そしてデムーロは晴れて菊花賞に騎乗することが可能となった（結果は3着）。現在に至るまで、このルールで再来日できたのはデムーロの他にはダミアン・レーンのみである（2019年、リスグラシューで宝塚記念とコックスプレートを勝利の後有馬記念で再来日）。また、ペリエはシンボリクリスエス・ゼンノロブロイと騎乗した馬を3年連続で年度代表馬に導いている。
前述の道川のほかにも、日本国外で騎手免許を取得した在外日本人騎手が本制度を利用したことがあり、NARでは2002年に吉田賢司（オーストラリア拠点）がホッカイドウ競馬、高崎競馬、宇都宮競馬で騎乗、2003年には富沢希（オーストラリア拠点）が大井競馬で騎乗した。一方でJRAでは在外日本人騎手による短期免許制度の利用実績はまだ存在していない。

### 短期騎手免許改定の主な記録
2016年4月1日より、地方競馬での短期免許制度が以下のように改正された。
- これまではシニアの騎手免許を取得していることだけが条件であったが、同日以降はシニアの騎手免許を取得して見習騎手卒業かつ通算250勝以上した者、および地方競馬の重賞競走あるいは中央競馬の競走で実績を挙げている騎手のいずれかの条件を満たした場合のみに、地方競馬での短期免許を発給するものとする[3]。
- ただし、特別な理由がある場合は、勝利数が基準に満たしていない場合であっても短期免許を発給することがある。

2017年1月より、中央競馬での短期免許制度が以下のように改正された。
- 従来は北米エリアの所属騎手については同エリアでの賞金リーディング30位以内、イギリスおよびフランスエリアの所属騎手については同エリアでの賞金リーディング10位以内であったものを、両エリアともに賞金リーディング5位以内に変更し、アイルランドやオーストラリアエリアに所属する騎手については賞金リーディング3位以内に変更する。ただし、例外としてJRAが指定している各国のGI競走を通算2勝以上している場合は、賞金リーディングの順位は関係ないものとする。
- JRAでは、これまで通り1か月単位で1年間にそれぞれ最大3か月交付することを基本とするが、JRAで新規に短期免許を取得する騎手、または次年度以降に短期免許を取得する騎手のうち、前年の暦年の免許期間中の制裁点が15点を超えて30点以下であった場合、および1回の騎乗停止を受けた場合は、1か月単位で1年間にそれぞれ最大2か月までとなる。なお、30点を超えた場合および2回以上の騎乗停止による次年度分の短期免許の発給制限（後述）の実施に関しては、この時には変更されなかったが、2023年度よりこれまでは当年1月1日起点であったのが、免許期間終了日の翌日を起点とした1年間に変更した。その代わり、発給制限終了翌日以降の次年度に短期免許を取得する場合は、最大2か月までに制限することとなった（次々年度以降については、制裁点が15点以下でかつ発給制限に抵触していない限りは、最大3か月に戻される）。

2021年1月より、中央競馬での短期免許制度が以下のように改正された。
- 女性騎手に対する成績要件を新設し、北米エリアでの女性騎手は同エリアを本拠とし、過去2シーズンのうちのいずれかで女性騎手における北米賞金リーディング1位になった騎手に短期免許が交付可能となる。ただし、当該シーズンの成績が10勝以上で、また北米賞金リーディング50位以内を同時に達成している場合に限り交付する。イギリス、フランス、アイルランド、香港、ドイツ、ニュージーランドの女性騎手は、その本拠地において過去2シーズンのうちのいずれかで女性騎手におけるリーディング1位になった騎手に短期免許が交付可能となる。ただし、当該シーズンの成績が10勝以上が条件であり、また、さらなる条件として、イギリス、フランスにあってはリーディング50位以内、アイルランドにあってはリーディング30位以内、香港、ドイツ、ニュージーランドにあってはリーディング10位以内を同時に達成している場合に限り交付する。オーストラリアの女性騎手はニューサウスウェールズ州またはヴィクトリア州のメトロポリタン競馬において、過去2シーズンのうちのいずれかで女性騎手リーディング1位になった騎手に短期免許が交付可能となる。ただし、同時に当該シーズンの当該メトロポリタン競馬における成績が10勝以上で、またリーディング30位以内を同時に達成している場合に限り交付する。
- なお、例外として、当該年または過去2年でインターナショナル・カタロギング・スタンダーズのパートIに定めるGI競走に優勝した女性騎手については、上記の条件に関係なく、短期免許が交付可能となる。

2025年1月1日より、中央競馬での短期免許制度が以下の通り改正された。
- 短期免許制度（平地競走）における成績要件「良好な成績を示した騎手」の基準に「当該年または過去2年のワールドオールスタージョッキーズで騎手表彰順位5位以内」「過去2年のIFHA（国際競馬統括機関連盟）が発表する『世界のトップ100 G1競走』のうち50位以内の競走（ランキング入りした年度の競走に限る）」を追加。
- 短期免許制度（障害競走）における成績要件（リーディング順位）を、「本拠地において過去2シーズンのうちのいずれかでリーディング3位以内」に変更（以前は1位以内）。
- 同時期に免許する人数枠を平地競走および障害競走に分けて設定（同時期に平地免許5名以内、障害免許2名以内）。なお、短期騎手免許で騎乗する騎手の場合、JRAの通年免許所持者とは異なり、平地免許と障害免許とを同時に取得することはできない。

近年は、ヨーロッパを拠点とする騎手が競馬がオフシーズンに入る秋季後半から冬季にかけて、JRAの短期免許申請が相次いでおり、同時期の5人枠を巡って争奪戦に近い状態が続いている。2024年1月は2016年以来8年ぶりに5名の短期騎手免許が発効されることとなった。

### 競走限定の騎手免許
次のような場合、該当する競走に限った騎手免許を発行する。この場合には、上記の短期騎手免許とは異なり、試験は行われない。なお規則上、これは短期騎手免許とは呼ばれない。これは競走限定免許とも称する。
- 地方競馬の指定競走（指定交流競走も含む）に中央競馬の競走馬が出走し、中央競馬の騎手が騎乗する場合
- 中央競馬の指定競走もしくは特別指定競走（いわゆる特指競走）に地方競馬の競走馬が出走し、地方競馬の騎手が騎乗する場合
- 国際競走で外国調教馬が出走し、外国の競馬に所属する騎手が騎乗する場合
- ワールドオールスタージョッキーズなどで騎手が招待された場合

中央地方間は当日に限り、外国の競馬に所属している騎手の場合にはその週単位で「交流競走特例規程により免許を受けた騎手が騎乗できる競走」（いわゆる□指定競走）に騎乗できる。□指定競走は現在、若手騎手限定競走などの一部の例外を除くすべての競走が指定されているため、実質的に1日もしくは週単位の短期騎手免許が交付されているのと同等である。このように当該交流競走以外の当日または前日の競走に騎乗する事を「エキストラ騎乗」と呼ばれる。
- ただし、2020年以降の新型コロナウイルス感染症（COVID-19）の影響により感染拡大防止の観点から、中央・地方それぞれにおけるエキストラ騎乗が不可能な時期（当該指定交流競走のみの限定騎乗）があったり、そもそも交流競走にも騎乗できない（つまり競走限定免許が発行されない）制限された時期が存在した。その後、2023年3月1日より制限が緩和され、当日免許を有する騎手に関しては従前のルール通り、すべての競走（中央競馬においては若手騎手競走および障害競走を除く）に騎乗可能となる[11]。

地方競馬の交流競走（他地区の競馬に出走する場合）の場合、地方競馬は基本的に地方競馬全国協会が発行する全国共通の騎手免許のため、短期騎手免許は必要ない。

### 発給制限
本制度を利用して中央競馬に参戦する外国人騎手の中にラフプレーを行う者が目立つようになったことを受け、JRAでは2010年12月に開催した免許試験委員会において「外国人の短期免許騎手で、暦年の免許期間中に騎乗停止2回以上、もしくは制裁点数30点を超過した者には、次年度免許を交付しない」という発給制限を設けることを決め、2011年より運用を開始している（次々年度以降の交付は可能）。この制限のため、2011年はクリストフ・スミヨン（前年度制裁点数30点超過）およびダグラス・ホワイト（前年度騎乗停止2回）の2名が、2023年はクリスチャン・デムーロ（前年度騎乗停止2回）が短期騎手免許を取得できないことになった。なお、2023年4月15日から6月13日まで短期騎手免許を取得し騎乗していたダミアン・レーンも免許期間中の制裁点数30点超過となったため、次回の短期免許の発給制限対象となったが、本件に関しては同年に発給制限の期間が一部見直されたことを受け、免許期間終了日の翌日から起算して1年間（2023年6月14日～2024年6月13日）が発給制限の対象期間となっている。
なお、この制限に該当した場合であっても、上述の競走限定免許については取得が可能である。

### 事例
以下では、この項目で説明した「短期騎手免許」を取得して日本のGI,JpnIを勝利したケース、「競走限定の騎手免許」によって該当馬以外に騎乗しGI,JpnIを勝利したケース、およびその2つの混合したケースについて事例を挙げる。

#### 「短期騎手免許」を取得して日本のGI,JpnIを勝利したケース
- マイケル・ロバーツ
  - 1998年
    - 朝日杯3歳ステークス （アドマイヤコジーン）
    - ダービーグランプリ ナリタホマレ（混合事例※地方競馬の「競走限定の騎手免許」を取得したケース = 以下の疑似事例「地方競馬の短期騎手免許によるもの」は全て競走限定免許ではなく、通常の短期免許を取得している）
- オリビエ・ペリエ
  - 2000年 フェブラリーステークス （ウイングアロー）
  - 2001年
    - フェブラリーステークス （ノボトゥルー）
    - マイルチャンピオンシップ （ゼンノエルシド）
    - ジャパンカップ （ジャングルポケット）
    - 阪神ジュベナイルフィリーズ （タムロチェリー）

  - 2002年 有馬記念 （シンボリクリスエス）
  - 2003年
    - 天皇賞（秋） （シンボリクリスエス）
    - 有馬記念 （シンボリクリスエス）

  - 2004年
    - 天皇賞（秋） （ゼンノロブロイ）
    - ジャパンカップ （ゼンノロブロイ）
    - 有馬記念 （ゼンノロブロイ）

  - 2005年 マイルチャンピオンシップ （ハットトリック）
- ケント・デザーモ
  - 2001年
    - オークス （レディパステル）
    - 帝王賞 （マキバスナイパー）（地方競馬の短期騎手免許によるもの）
- ブレット・ドイル
  - 2002年 皐月賞 （ノーリーズン）
- ロシェル・ロケット
  - 2002年 中山大障害 （ギルデッドエージ）
- ミルコ・デムーロ
  - 2003年
    - 皐月賞 （ネオユニヴァース）
    - 日本ダービー ネオユニヴァース

  - 2004年 皐月賞 （ダイワメジャー）
  - 2008年 ジャパンカップ （スクリーンヒーロー）
  - 2010年
    - 朝日杯フューチュリティステークス （グランプリボス）
    - 有馬記念 （ヴィクトワールピサ）

  - 2012年 天皇賞（秋） （エイシンフラッシュ）
  - 2013年 皐月賞 （ロゴタイプ）
- ダリオ・バルジュー
  - 2003年 朝日杯フューチュリティステークス （コスモサンビーム）
- クリストフ・ルメール
  - 2005年 有馬記念 （ハーツクライ）
  - 2008年
    - エリザベス女王杯 （リトルアマポーラ）
    - ジャパンカップダート （カネヒキリ）
    - 東京大賞典 （カネヒキリ）（地方競馬の短期騎手免許によるもの）

  - 2009年
    - 川崎記念 （カネヒキリ）
    - ジャパンカップ （ウオッカ）

  - 2013年 ジャパンカップダート （ベルシャザール）
- クレイグ・ウィリアムズ
  - 2010年 天皇賞（春） （ジャガーメイル）
  - 2011年
    - NHKマイルカップ （グランプリボス）
    - 朝日杯フューチュリティステークス （アルフレード）
- クリストフ・スミヨン
  - 2010年 天皇賞（秋） （ブエナビスタ）
  - 2014年 ジャパンカップ （エピファネイア）
  - 2019年 エリザベス女王杯 （ラッキーライラック）
- ウンベルト・リスポリ
  - 2011年 高松宮記念 （キンシャサノキセキ）
- ニコラ・ピンナ
  - 2011年 天皇賞（秋） （トーセンジョーダン）
- クリスチャン・デムーロ
  - 2013年 桜花賞 （アユサン）
  - 2017年 ホープフルステークス （タイムフライヤー）
  - 2018年 阪神ジュベナイルフィリーズ （ダノンファンタジー）
  - 2022年 エリザベス女王杯   (ジェラルディーナ)
  - 2024年 エリザベス女王杯   (スタニングローズ)
- ライアン・ムーア
  - 2013年
    - ジャパンカップ （ジェンティルドンナ）
    - 朝日杯フューチュリティステークス （アジアエクスプレス）

  - 2015年 マイルチャンピオンシップ （モーリス）
  - 2016年 天皇賞（秋） （モーリス）
  - 2017年 チャンピオンズカップ （ゴールドドリーム）
  - 2019年 朝日杯フューチュリティステークス （サリオス）
  - 2022年 ジャパンカップ  (ヴェラアズール)
- ヒュー・ボウマン
  - 2017年 ジャパンカップ （シュヴァルグラン）
- ジョアン・モレイラ
  - 2018年 エリザベス女王杯 （リスグラシュー）
  - 2023年 JBCクラシック （キングズソード）
  - 2024年 桜花賞 （ステレンボッシュ）
  - 2025年
    - 高松宮記念 （サトノレーヴ）
    - 桜花賞 （エンブロイダリー）
    - 皐月賞（ミュージアムマイル）
- ウィリアム・ビュイック
  - 2018年 マイルチャンピオンシップ （ステルヴィオ）
- ダミアン・レーン
  - 2019年
    - ヴィクトリアマイル （ノームコア）
    - 宝塚記念 （リスグラシュー）
    - 帝王賞 （オメガパフューム）（地方競馬の短期騎手免許によるもの）
    - 有馬記念 （リスグラシュー）（特例による1日限定の騎手免許によるもの）

  - 2022年 マイルチャンピオンシップ  (セリフォス)
  - 2023年 日本ダービー  (タスティエーラ)
  - 2025年 天皇賞（春）（ヘデントール）
- オイシン・マーフィー
  - 2019年 ジャパンカップ （スワーヴリチャード）
- バウイルザン・ムルザバエフ
  - 2022年 ホープフルステークス （ドゥラエレーデ）
- レイチェル・キング
  - 2025年 フェブラリーステークス （コスタノヴァ）
- アンドレアシュ・シュタルケ
  - 2025年 オークス （カムニャック）

「競走限定の騎手免許」によって該当馬以外に騎乗して日本のGI,JpnIを勝利したケース
- マイケル・キネーン
  - 1999年 阪神3歳牝馬ステークス （ヤマカツスズラン）（ワールドスーパージョッキーズシリーズに招待されたため）
- ランフランコ・デットーリ
  - 2002年 ジャパンカップダート （イーグルカフェ）（翌日のジャパンカップでファルブラヴに騎乗するため、なおファルブラヴでジャパンカップも制した）
- 岩田康誠（当時は兵庫県競馬所属）
  - 2004年 菊花賞 （デルタブルース）（当日のかえで賞でカントウブリッツに騎乗するため）
- 内田博幸（当時は大井競馬所属）
  - 2007年 NHKマイルカップ （ピンクカメオ）（当日のサラ系3歳500万円以下でハーバルパフュームに騎乗するため）
- 戸崎圭太（当時は大井競馬所属）
  - 2011年 安田記念 （リアルインパクト）（当日のサラ系3歳500万円以下でバロックスタイルに騎乗するため）
- クリストフ・スミヨン
  - 2014年 ジャパンカップ （エピファネイア）（ワールドスーパージョッキーズシリーズに招待されたため）

### 地方競馬の期間限定騎乗
多くの地方競馬では原則として騎手は競馬場および厩舎に所属しなければならず、一部の騎手会所属騎手を除き、中央競馬のようなフリー騎手は存在しないが、とくに積雪などにより冬季開催休止となる北海道、東北、北陸などの地域の騎手、あるいは北関東など廃止された競馬場所属の騎手の活躍の場を提供することを目的として他競馬場での期間限定騎乗騎手が制度化された。2005年に南関東公営競馬で施行が始まった。

## 日本国外の短期騎手免許

### 概要
日本人騎手が、短期騎手免許制度を持つ香港、マカオ、シンガポール、韓国、ニュージーランド、オーストラリアなどの日本国外の競馬場に遠征するケースが増えている。なかには当地の重賞を優勝するなどの活躍を見せる騎手もいる。2010年に青木芳之がJRA所属騎手として初めて短期騎手免許を取得して韓国で騎乗した。2012年には上野翔も短期騎手免許を利用して韓国で騎乗している。

#### 「短期騎手免許」を取得して日本国外の重賞を勝利したケース
- 内田利雄
  - 2007年 マカオギニー（マカオ）
  - 2008年 マカオ香港トロフィー（マカオ）
  - 2011年 KRAカップマイル（韓国）
- 岡部誠
  - 2007年 ザ・マカオスターオブザサンドステークス（マカオ）
- 倉兼育康
  - 2007年 農協中央会長杯（韓国）
  - 2014年 KRAカップクラシック[16]（韓国）
- 西村栄喜
  - 2009年 KRAカップマイル（韓国）